# Rosengart
Automobiles L. Rosengart var en fransk biltillverkare som verkade i Neuilly-sur-Seine mellan 1928 och 1955. 
Lucien Rosengart byggde Austin 7 med inhemska karosser på licens från brittiska Austin Motor Company. Tillverkningen av vidareutvecklade versioner av småbilen fortsatte fram till andra världskrigets utbrott.
I början av 1930-talet tecknade Rosengart kontrakt med tyska Adler om att även tillverka den framhjulsdrivna Adler Trumpf på licens. Från 1937 ersattes denna av den egenkonstruerade Supertraction-modellen som använde många komponenter från Citroën Traction Avant.
Efter kriget kom Ariette-modellen som fortfarande använde motorn från Austin 7. Med sitt alltför höga pris kunde den inte konkurrera med modernare småbilar från Citroën och Renault.

## Bildgalleri

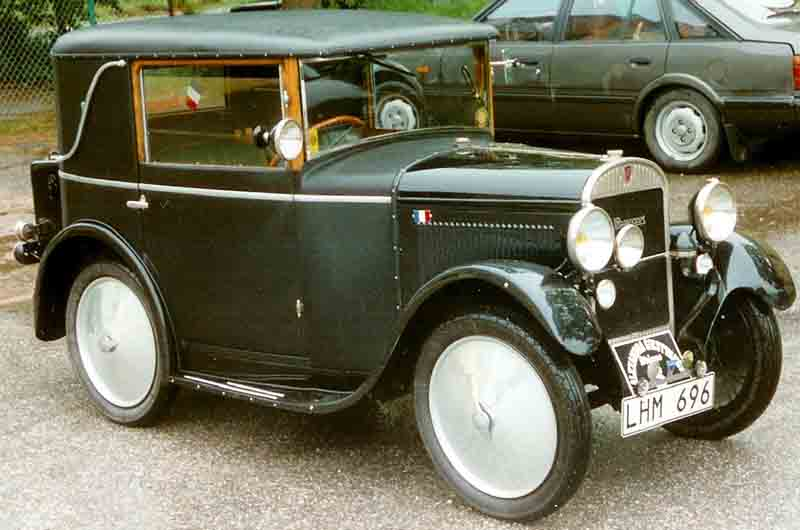
Rosengart LR2 1928.
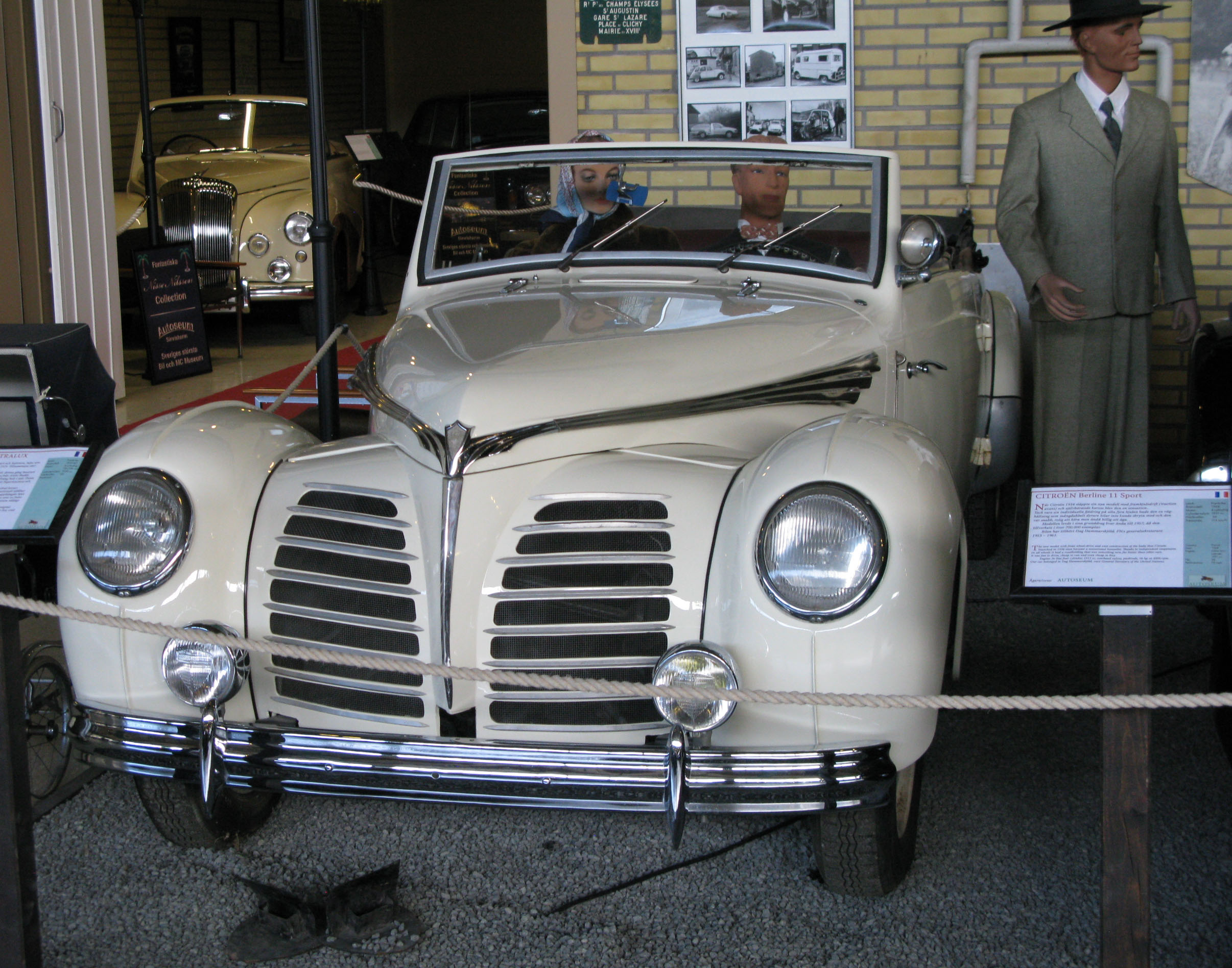
Rosengart Supertraction 1939.
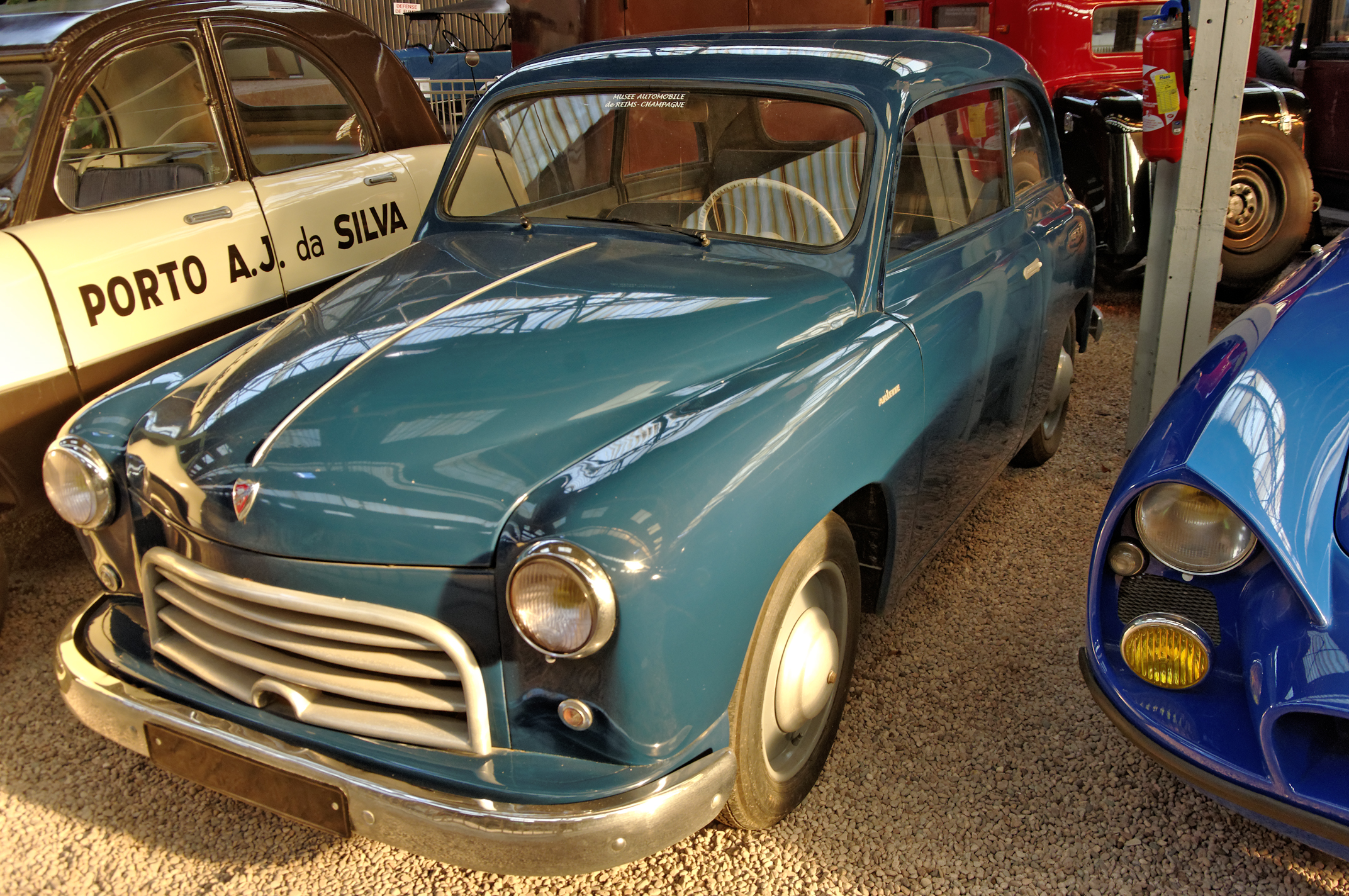
Rosengart Ariette 1953.